# Jovem Pan FM Itapeva
Jovem Pan FM Itapeva é uma emissora de rádio brasileira sediada em Itapeva (São Paulo). Opera no dial FM, na frequência 91,7 MHz, originada da migração AM-FM e é afiliada à Jovem Pan FM.

## História
A Clube já fez parte da rede de rádios liderada pela Rádio Eldorado/ESPN, transmitindo as jornadas esportivas. Além disso, tinha uma programação jornalística e popular. 
Em novembro de 2012, a emissora teve mudanças em sua direção artística e passou á se chamar Rádio Clube Gospel, com programação totalmente evangélica, o que desapontou os ouvintes depois dessa mudança.
Em 2014, a emissora solicita a migração AM-FM. Em 2017, o grupo fez mudanças em duas de suas emissoras, a Rádio Clube Gospel, já tinha recebido autorização para migrar em sua nova frequência FM 91,7 MHz, o formato gospel foi para Missão FM 104.7, que substituiu a Mix FM no dial, enquanto a Clube se despediu no mês de julho, no dia 13 do mesmo mês, a emissora entrou em caráter experimental na sua nova frequência e foi confirmado que se afiliaria á Jovem Pan FM.
No dia 25 de julho, a emissora estreou oficialmente às 12h, na abertura do programa Pânico.